# Недзьведник (Нижньосілезьке воєводство)
Недзьведник (пол. Niedźwiednik) — село в Польщі, у гміні Зембіце Зомбковицького повіту Нижньосілезького воєводства.
Населення — 430 осіб (2011).
У 1975-1998 роках село належало до Валбжиського воєводства.

## Демографія
Демографічна структура станом на 31 березня 2011 року:
|          | Загалом | Допрацездатний вік | Працездатний вік | Постпрацездатний вік |
| -------- | ------- | ------------------ | ---------------- | -------------------- |
| Чоловіки | 214     | 42                 | 152              | 20                   |
| Жінки    | 216     | 39                 | 129              | 48                   |
| Разом    | 430     | 81                 | 281              | 68                   |